# Jonáš Záborský
Jonáš Záborský (3. února 1812, Záborie, Uhersko – 23. ledna 1876, Župčany) byl slovenský duchovní, básník, spisovatel-prozaik, dramatik, novinář a historik.

## Životopis
Narodil se v rodině drobného zemana. Základní školu navštěvoval v Záboří, Horném Jaseni a Záturčí v letech 1818–1821, v roce 1821 nastoupil na nižší gymnázium v Necpalech, v roce 1823 pokračoval na gymnáziu v Gemeru, v letech 1829-1832 navštěvoval evangelické lyceum v Kežmarku a nakonec své vzdělání ukončil v roce 1834 na evangelickém teologickém kolegiu v Prešově.
Působil jako kaplan v Pozdišovcích, v letech 1839–1840 studoval na univerzitě v Halle, v roce 1840 byl krátkou dobu kaplanem u M. M. Hodži v Liptovském Mikuláši, nicméně ještě koncem roku přijal místo faráře v Rankovcích. Po požáru jeho fary i kostela přestoupil k římskokatolické církvi a v roce 1843 byl vysvěcen knězem.

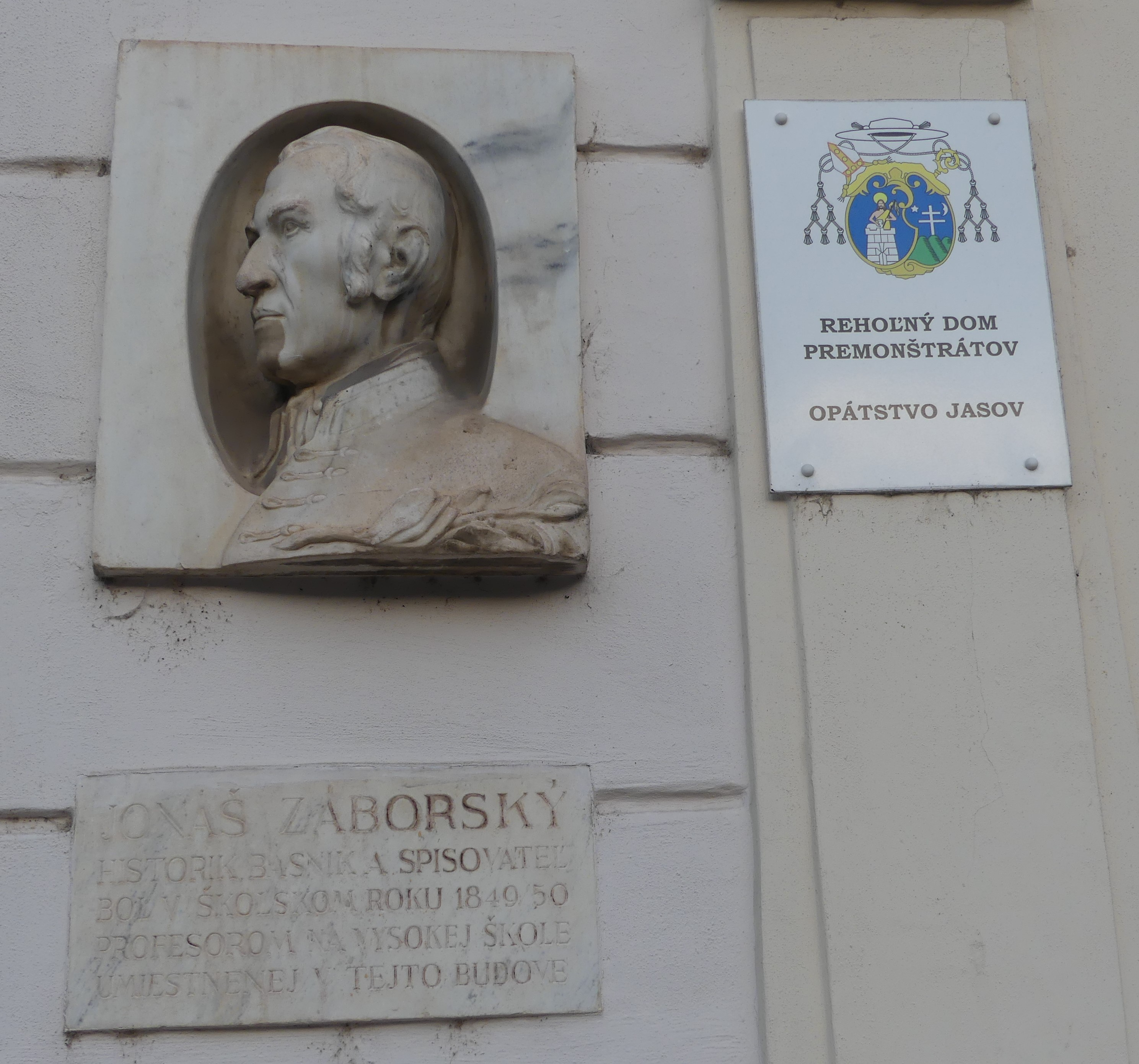
Pamětní deska na bývalé budově Košické univerzity Jonáše Záborského, který zde byl profesorem v letech 1849-1850.

Dostal se do sporu s Ľudovítem Štúrem a jeho kodifikací spisovné slovenštiny (která se měla formálními znaky co nejvíce lišit od češtiny); odmítl také jeho národní program jako nerealistický. V letech 1843–1850 působil jako německý kaplan v Košicích. V roce 1848 byl uvězněn za přechovávání Žádostí slovenského národa, v roce 1850 získal místo profesora řečtiny na Právnické fakultě v Košicích a v letech 1850–1853 též působil jako redaktor vládních Slovenských novin ve Vídni. Po konfliktech s bachovskou cenzurou se v roce 1853 stal farářem v Župčanech, okres Prešov. Nakonec přijal novou podobu slovenštiny a věnoval se hlavně literární činnosti. Poslední roky života prožil osamocen (jednou byl označen i za „národného hriešnika“), zatrpklý, plný rozporů v sobě samém i vůči okolnímu světu.

## Tvorba

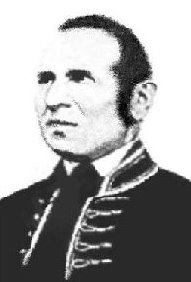
Jonáš Záborský

Je autorem klasicistických básnických skladeb (Žehry), satirických próz (Panslavistický farár, Faustiáda, Chruňo a Mandragora, Pompézňa), didaktických humoresek (Dva dni v Chujave), historických povídek (Buld, Svätoplukova zrada) a 34 dramat. Napsal rozsáhlou historickou práci Dejiny uhorského kráľovstva od počiatku do časov Žigmundových a mnoho dějepisných článků. Hlavním tématem jeho tvorby jsou historická fakta, detaily ze života a autobiografické prvky. Stal se nekompromisním kritikem a analytikem, satirikem, komentátorem a kritikem romantických iluzí o životě. Po represáliích vůči slovenským institucím poslal své rukopisy roku 1875 Matici české. Matice česká Záborského rukopisy darovala Matici slovenské. Dnes jsou rukopisy Jonáše Záborského uloženy ve Slovenské národní knihovně (SNK) v Martině, kromě originálu rukopisu Dejiny kráľovstva uhorského od počiatku do časov Žigmundových, ten zůstal v archivu Knihovny Národního muzea v Praze.

## Dílo
- Seznam děl v Souborném katalogu ČR, jejichž autorem nebo tématem je Jonáš Záborský

### Poezie
- 1830, 1840, 1866 – Bájky slovenské. Jonáša Záborského.
- 1836 - Na Slowáků (oslavná báseň – vyšla v časopise Zora)
- 1851 – Žehry. Básně a dvě řeči.[3]
- Básne lyrické.
- 1861 – Kalendár drotára Fedora. Na rok ktorýkoľvek od narodzenia Antikrista, vynalezenia pálenky a národnej aristokratie, platný pre celé neobmedzené Slovensko, s podobizňou pôvodcovou.
- 1868, 1872 – Žihadlice.
- 1864–1869 – Kniha Džefr. Kde prorok Ali napísal hieroglyfami o všetkom, čo nemá byť až do skonania sveta. Preložil verne z arabštiny Jonáš Záborský, majiteľ opravdivého kríža, spoluúd mnohých neučených spoločností, a národní hriešnik.
- Listy z Kocúrkova. Vydanie tretie, lenže prvé a druhé ešte nevyšlo, sdeluje Jonáš Záborský.
- 1866 – Násmešné listy.
- 1864–1869 – Násmešné rozmluvy. K obveseleniu všetkých, ktorí to čítať nebudú.
- 1866–1869 – Násmešné telegramy.
- 1868 – Pohrobné dodatky Jonáša Záborského.
- 1871 – Vstúpenie Krista do Rája. Náboženský epos.

### Próza
- 1866 – Šofránkovci. Násmešná rozprávka.
- 1866, 1912 – Faustiáda. Fantastická hrdinská báseň. Vydanie tretie, lenže prvé a druhé ešte nevyšlo.
- 1866 – O siedmich vodcoch maďarských.
- 1870 – Panslavistický farár. Rozprávka politická.
- 1864 – Chruňo a Madragora. Fantastická rozprávka.
- 1866, 1912 – Frndolína. Obrázok rodinného života.
- 1871, 1894 – Mazepova láska. Historická poviedka z liet 1707–1709.
- 1869 – Svatoplukova zrada.
- 1894 – Smrť Jánošíkova. Pospolitá povesť.
- 1873 – Dva dni v Chujave. Novoveká povesť.
- 1863, 1866 – Básnici.
- 1870 – Hlovík medzi zbúreným ľudom. Udalosť skutočná.
- 1864 – Kulifaj. Rozprávka ...(nečitateľné).
- 1866, 1914 – Nálezca pokladu. Skutočná udalosť.
- 1864 – Mroč. Rozprávka z bojov slovenských.
- 1866 – Borzajovci. Obrázok z rodinného života.
- 1866 – Jurát. Rozprávka novoveká od J. Záborského.
- 1871 – Mrzutá. Obrázok z rodinného života.
- 1866 – Buld. Rozprávka z historickým úzadiem.
- 1866 – Rozmluva filozofická o svete.

### Drama
- 1864 Arpádovci. Historická smutnohra v 4 dejstvách.
- 1865 Poslednie dni Veľkej Moravy. Historická smutnohra v 5 dejstvách.
- 1865 Bitka u Rosanoviec. Historická smutnohra vo 6 dejstvách.
- 1865 Felicián Sáh. Historická smutnohra v 3 dejstvách.
- 1865 Karol Dračský. Historická smutnohra vo 4 dejstvách.
- 1865 Alžbeta Ludiekovna. Historická smutnohra vo 3 dejstvách.
- 1866 Huňadovci. Smutnohra vo 3 dejstvách.
- 1866 Dóža. Smutnohra vo 5 dejstvách.
- 1866 Utešenič. (Martinuzzi) Smutnohra vo 5 dejstvách.
- 1866 Bátoryčka. Smutnohra vo 2 dejstvách.
- 1866 Jánošíkova večera. Činohra vo 4 dejstvách s úzadiem historickým.
- 1864 Odboj zadunajských Slovákov. Historická smutnohra vo 6 dejstvách.
- 1866 Striga. Komická činohra, s úzadiem historickým vo 3 dejstvách.
- 1866 Holub. Smutnohra vo 2 dejstvách.
- 1866 Chorvátska Helena. Smutnohra vo 5 dejstvách.
- 1866 Ztroskotanie Srbska. Smutnohra vo 3 dejstvách.
- 1866 Ďorde Čierny. Smutnohra vo 6 dejstvách.
- 1866 Ubitie Dimitrija. Predohra v 6 dejstvách.
- 1866 Ocarenie Godunova. Predohra v 4 dejstvách.
- 1866 Lžedimitrij v Poľsku. Predohra v 6 dejstvách.
- 1866 Pád Godunových. Smutnohra v 5 dejstvách.
- 1866 Prvý Lžedimitrij. Smutnohra v 6 dejstvách.
- 1866 Druhý Lžedimitrij. Smutnohra v 6 dejstvách.
- 1866 Tretí Lžedimitrij. Smutnohra v 6 dejstvách.
- 1866 Liapunovci. Smutnohra v 5 dejstvách.
- 1866 Poslední zločinci. Smutnohra v 6 dejstvách.
- 1866 Najdúch. Veselohra vo 5 dejstvách.
- 1866 Bohatý okradač. Fraška vo 2 dejstvách.
- 1866 Cudzoložník. Fraška vo 3 dejstvách.
- 1866 Pytač. Fraška vo jednom dejstviu.
- 1866 Korheľ a ožran. Fraška pre pospolitý ľud vo 5 dejstvách.
- 1866 Betlehem. Podomná hra dedinskej mládeže na vianoce, na základu výtvoru pospolitého slobodne predelaná s úmyslom, odstraniť obyčajné pri tom necudnosti, a jalovým žartom podstrčiť dačo rozumnejšieho a praktičnejšieho.
- 1867–1869 Pansláv. Fraška vo 3 dejstvách.
- Pomsta za pomstu. Veselá činohra vo 5 dejstvách. (Děj v podstatě skutečný, v Moskvě, na začátku 17. století.)

### Historické a publicistické práce
- 1851 V otázce časoměru
- Únia na Litve a v Uhrách
- Dávnovekosť vzájomnosti slovanskej
- Historické pamätnosti v Turci
- Historické pamätnosti v župe Šáryšskej
- Slovanský pôvod Zápoľovcov
- Kedy bolo zlúčené Slovensko s Uhorskom?
- Odboj Kupy
- Veľkokniežacia hodnosť Geizova
- Počiatky kresťanstva madzi Maďarmi
- Bulla Silvestra II.
- Dejiny kráľovstva uhorského od počiatku do časov Žigmundových. (1875, tlačou vyšlo prvý raz na Slovensku v marci 2012)

### Náboženské práce
- 1853 – Múdrosť života ve chrámových řečech pro všecky roku cirkevního príležitosti.
- 1857 – Chrámové reči a kázne od Jonáša Záborského. Nič nestoja. (Svetlo evangeliuma.)
- 1871 – Kázne na všetky nedele a sviatky.
- 1851 – K Slovákom! Reč na deviatu nedeľu po sv. Duchu. "Uzrevší mesto, plakal nad ním." Luk. 19, 41. Ku vzbudeniu všetkých spiacich a zavedených Slovákov r. 1851 vydal po česky Jonáš Záborský, farár Župčiansky.
- 1848 – O náležitom užívaní času. Kázeň na nový rok.
- 1848 – O všeobecnom a zvláštnom rídení božom. Kázeň na štvrtú nedeľu pôstnu.
- 1851 – O podporovaní a užívaní škôl. Kázeň na deviatu nedeľu po sv. Duchu.
- 1851 – Čtyri veky.
- 1853 – Reč na deň sv. Trojice o bytnosti Boha.
- Ku knězúm pri společné nábožnosti. "Z konferencí Massillonových, s něktorými vlastními úvahami, všecko nezrízené a nesličné."
- Promtuarium Theologicum.

### Autobiografické práce
- 1869 -–Výjavy z mojeho života.
- 1869 – Vlastný životopis. "O rodine pre rodinu."
- 1872 – Rodine v Záborí Jonáš Záborský 1872.
- 1864 – Zemiansky list rodiny Záborských.
- Poznamenání rozličná. (Zlomek)

## Dílo v elektronické podobě
- Dejiny Veľkej Moravy a počiatky Uhorska. Turč. sv. Martin : Matica slovenská, 1929. 16 s. – dostupné v Digitální knihovně UKB
- Svätoplukova zrada. Praha: L. Mazáč, 1935. 236 s. - dostupné v Digitální knihovně UKB